# 레파트 알라리르
레파트 알라리르(아랍어: ربعت العرعير, 로마자 표기: Rifaʿat al-ʿAriʿīr, 1979년 9월 23일 ~ 2023년 12월 6일)는 가자 지구 출신의 팔레스타인 작가, 시인, 교수, 활동가였다.
알라리르는 이스라엘이 가자 지구를 점령하던 1979년 가자 시티에서 태어났다. 그는 이것이 그가 내리는 모든 움직임과 결정에 부정적인 영향을 미쳤다고 말했다. 알라리르는 2001년 가자 이슬람 대학교에서 영어 학사 학위를, 2007년 유니버시티 칼리지 런던에서 석사 학위를 취득했다. 그는 존 던에 대한 논문으로 2017년 말레이시아 푸트라 대학교에서 영문학 박사 학위를 취득했다.
가자 이슬람 대학교에서 문학과 문예 창작을 가르쳤고, 경험 많은 작가와 가자의 젊은 작가를 연결하는 "We Are Not Numbers"라는 조직을 공동 창립했으며, 이스라엘 점령에 맞서는 팔레스타인 저항의 수단으로 스토리텔링의 힘을 홍보했다.
2023년 12월 6일, 알라레르는 이스라엘의 가자 지구 침공 당시 그의 형제, 자매, 조카 4명과 함께 가자 북부에서 이스라엘의 공습으로 사망했다. 유로메드 모니터(Euro-Med Monitor)는 알라리르가 의도적으로 표적이 되어 "건물 전체에서 외과적으로 폭격을 당했고" 몇 주 후에 "레파트가 이스라엘 계정에서 온라인과 전화로 살해 위협을 받았다"는 성명을 발표했다. 2024년 4월 26일, 그의 큰 딸과 갓 태어난 손자는 가자시티의 집에서 이스라엘의 공습으로 사망했다.